# Fixation-élution
 (octobre 2023).
 (octobre 2023).
Si vous disposez d'ouvrages ou d'articles de référence ou si vous connaissez des sites web de qualité traitant du thème abordé ici, merci de compléter l'article en donnant les références utiles à sa vérifiabilité et en les liant à la section « Notes et références ».
La fixation-élution est une technique de laboratoire utilisée en immuno-hématologie, permettant de mettre des antigènes faibles en évidence à la surface des hématies.
En effet certains groupes sanguins ne peuvent être mis en évidence par les réactions d'agglutination normalement utilisées. Quoique non, ou peu agglutinables par le sérum test utilisé, les globules possèdent cependant l'antigène à leur surface. Sont dans ce cas de nombreux groupes sanguins dits faibles tels que A3, Ax, Am, Ael... Bx, Bm...Du, C*...

## Procédé
La technique de fixation-élution consiste à faire agir le sérum test sur les globules rouges. L'anticorps contenu dans le sérum se fixe sur les globules si ces derniers possèdent l'antigène correspondant à leur surface, mais ne provoque pas l'agglutination habituellement observée. Cette fixation de l'anticorps sur son antigène, qui ne provoque pas de réaction visible, constitue le premier temps de la technique.
La liaison antigène-anticorps est une liaison réversible, avec une constante d'association dépendant de divers paramètres, en particulier de la température.
Dans un second temps, après « lavage » des hématies, c’est-à-dire élimination du sérum test entourant les hématies, l'anticorps peut être élué (c’est-à-dire détaché du globule, par divers procédés physico-chimiques, chaleur, éther, solution acide...) puis récupéré, après centrifugation, dans le liquide de suspension des globules (solution d'élution, ou solution physiologique à 9 g/l de NaCl, si technique chaleur). Ce liquide surnageant, appelé éluat, est ensuite testé vis-à-vis de globules rouges porteurs d'un groupe normal, donc agglutinables. L'agglutination de ces globules tests prouve la présence de l'anticorps dans l'éluat, anticorps qui ne peut être présent que s'il s'était préalablement fixé sur l'antigène correspondant des globules rouges analysés. Ce qui prouve que ces derniers, quoique non agglutinables, étaient bien porteurs de l'antigène de groupe sanguin recherché.
Cette technique très sensible permet, de façon simple, de mettre en évidence la majorité des groupes sanguins faibles. En cas d'échec de cette technique et pour certains cas particuliers qui nécessitent une réponse (anomalie apparente de filiation, problème transfusionnel, recherche de nouveaux allèles...), il peut maintenan[Quand ?]t être fait appel à la biologie moléculaire.